# 쿠트노군

우치주 지도에 표시된 쿠트노군의 위치

쿠트노군(폴란드어: powiat kutnowski)은 폴란드 우치주에 위치한 군으로 군청 소재지는 쿠트노이며 면적은 886.29km2, 인구는 104,124명(2006년 기준), 인구 밀도는 120명/km2이다.
북쪽으로는 쿠야비포모제주 브워츠와베크군, 마조프셰주 고스티닌군, 동쪽으로는 워비치군, 남쪽으로는 웽치차군, 서쪽으로는 비엘코폴스카주 코워군과 접한다. 11개 지방 자치체(1개 도시, 2개 도시형 농촌, 8개 농촌)를 관할한다.

군기
군 문장